# Haplogryllacris
Haplogryllacris is een geslacht van rechtvleugeligen uit de familie Gryllacrididae. De wetenschappelijke naam van dit geslacht is voor het eerst geldig gepubliceerd in 1937 door Karny.

## Soorten
Het geslacht Haplogryllacris omvat de volgende soorten:
- Haplogryllacris castanea Brunner von Wattenwyl, 1888
- Haplogryllacris deflorata Brunner von Wattenwyl, 1888
- Haplogryllacris deminuta Brunner von Wattenwyl, 1888
- Haplogryllacris hieroglyphicoides Chopard, 1924
- Haplogryllacris simplex Walker, 1871
- Haplogryllacris singaporae Karny, 1923
- Haplogryllacris verticalis Burmeister, 1838